# 12287 Langres
A 12287 Langres (ideiglenes jelöléssel 1991 GH5) egy kisbolygó a Naprendszerben. Eric Walter Elst fedezte fel 1991. április 8-án.